# Alcide
Ne doit pas être confondu avec Alcides ou Alcidés.
Alcide est un prénom masculin français, dérivant du grec ἀλκή / alkế (« force, vigueur »), fêté le 2 juin. C'est aussi le nom d'un navire-corsaire du XVIIIe siècle et d'un personnage de la mythologie grecque.

## Personnes portant ce prénom
- Pour l'ensemble des articles sur les personnes portant ce prénom, consulter :
  - la liste des articles dont le titre commence par ce prénom
  - les listes produites par Wikidata : Liste des personnes de prénom « Alcide » — même liste en incluant les éventuels prénoms composés qui contiennent « Alcide ».

### En Europe
- En France :
  - Alcide Railliet, scientifique français
  - Alcide Dessalines d'Orbigny, scientifique français
  - Alcide Tousez, acteur
  - Alcide Riot
- En Italie :
  - Alcide Cervi, partisan et militant antifasciste
  - Alcide De Gasperi, homme politique, un des pères de l'Europe

### En Amérique
- En Bolivie :
  - Alcides Arguedas, écrivain

- au Brésil :
  - Alcides Eduardo Mendes de Araújo Alves, dit Alcides, footballeur
  - Alcides Rodrigues, homme politique

- Au Canada :
  - Alcide Courcy, homme politique québécois
  - Alcide Côté, homme politique québécois

- Aux États-Unis :
  - Alcide Nunez, dit Yellow Nunez, clarinettiste de jazz de Louisiane

- Au Pérou :
  - Alcides Carrión, médecin et héros national péruvien

- En Uruguay :
  - Alcides Edgardo Ghiggia, footballeur

## Pseudonymes
Alcide Bava est le pseudonyme choisi par Arthur Rimbaud pour signer son poème Ce qu'on dit au poète à propos des fleurs destiné à Théodore de Banville le 14 juillet 1871. 

## Bateaux
- L'Alcide est un navire corsaire de la première moitié du XVIIIe siècle, construit à Saint-Malo et coulé en 1747 devant le château du Taureau, en baie de Morlaix[3].
- L'Alcide est un vaisseau à deux ponts portant 64 canons, construit par Blaise Olivier à Brest en 1741-42, et lancé en 1743.

## Personnages de fiction

### Mythologie grecque
C'est le nom donné à Héraclès par ses parents, parce qu'il était petit-fils d'Alcée, roi de Tirynthe. S'étant rendu compte que le petit Alcide était poursuivi par la colère de la déesse Héra, père et mère jugèrent plus prudent d'essayer de se concilier les bonnes grâces de l'irascible en renommant leur rejeton et lui choisissant un nom qui contient celui de la déesse[réf. souhaitée].

### Musique
- Alcide est le titre d'un opéra (1693) en 5 actes de Louis Lully et Marin Marais sur un livret de Jean Galbert de Campistron.

### Littérature
- Alcide Jolivet, personnage du roman Michel Strogoff de Jules Verne.
- Alcide Nikopol, personnage principal des bandes dessinées de la Trilogie Nikopol de Enki Bilal.
- Alcide le sergent colonial, personnage du roman Voyage au bout de la nuit de Céline.
- Alcide, personnage du roman L'immoraliste d'André Gide.
- Alcide, le mauvais génie malfaisant de Frédéric Bonnard dans le roman Le Mauvais génie de la Comtesse de Ségur.

## Équivalents dans les langues latines
- Alcide en italien
- Alcides en espagnol et en portugais
- Lacide en poitevin